# Sender Lörrach (Obertüllingen)
Der Sender Lörrach (Obertüllingen) ist ein Füllsender der Media Broadcast für Hörfunk. Er befindet sich im Lörracher Stadtteil Tüllingen auf dem Tüllinger Berg in einem Wohngebiet, etwa drei Kilometer südwestlich der Lörracher Innenstadt. Es kommt ein freistehender Stahlbetonmast als Antennenträger zum Einsatz.
Von hier aus werden die Städte Lörrach und Weil am Rhein sowie die nahe Umgebung mit den Rundfunkprogrammen Deutschlandradio Kultur und Radio Seefunk versorgt.
Zudem werden von diesem Senderstandort die Schweizer Fernsehprogramme SRF 1, SRF zwei, SRF info, RTS Un und RSI LA 1 im digitalen Modus DVB-T ausgestrahlt.

## Frequenzen und Programme

### Analoger Hörfunk (UKW)
Folgende Hörfunkprogramme werden vom Sender Lörrach (Obertüllingen) auf UKW abgestrahlt:
| Frequenz (MHz) | Programm                | Senderlogo | RDS PS   | RDS PI | Regionalisierung | ERP (kW) | Antennendiagramm rund (ND)/gerichtet (D) | Polarisation horizontal (H)/vertikal (V) |
| -------------- | ----------------------- | ---------- | -------- | ------ | ---------------- | -------- | ---------------------------------------- | ---------------------------------------- |
| 95,0           | Deutschlandradio Kultur |            | DKULTUR_ | D220   | –                | 0,2      | D (330–180°)                             | H                                        |
| 104,3          | Radio Seefunk           |            | _SEEFUNK | 140A   | Hochrhein        | 0,1      | ND                                       | H                                        |

### Digitales Fernsehen (DVB-T)
In DVB-T werden folgende Programme ausgestrahlt:
| Kanal | Frequenz (in MHz) | Multiplex | Programme im Multiplex                            | ERP (in kW) | Antennen- diagramm rund (ND) / gerichtet (D) | Polarisation horizontal (H) / vertikal (V) |
| ----- | ----------------- | --------- | ------------------------------------------------- | ----------- | -------------------------------------------- | ------------------------------------------ |
| 31    | 554               | SRG D01   | - SRF 1 - SRF zwei - SRF info - RSI LA 1 - RTS Un | 20          | D                                            | H                                          |

### Analoges Fernsehen (PAL)
Vor der Umstellung auf DVB-T diente der Sendestandort weiterhin für analoges Fernsehen.
| Kanal | Frequenz (MHz) | Programm                        | ERP (kW) | Sendediagramm rund (ND)/ gerichtet (D) | Polarisation horizontal (H)/ vertikal (V) |
| ----- | -------------- | ------------------------------- | -------- | -------------------------------------- | ----------------------------------------- |
| 26    | 511,25         | Das Erste (SWR)                 | 0,15     | D                                      | V                                         |
| 28    | 527,25         | ZDF                             | 0,15     | D                                      | V                                         |
| 38    | 607,25         | Sat.1                           | 0,15     | D                                      | V                                         |
| 56    | 751,25         | TSI 1                           | 1        | D                                      | V                                         |
| 60    | 783,25         | SWR Fernsehen Baden-Württemberg | 0,15     | D                                      | V                                         |